# Brian Slagel
Brian Slagel (Los Angeles, 14 febbraio 1961) è un produttore discografico statunitense, titolare della Metal Blade Records, nota etichetta specializzata nel produrre dischi heavy metal.

## Biografia
Slagel è nato a Woodland Hills ed è cresciuto a Sherman Oaks, California, coltivando la passione per l'hard rock. I suoi idoli giovanili sono stati Black Sabbath, Iron Maiden, Def Leppard, Diamond Head. Era ancora adolescente quando trovò impiego in un negozio di dischi chiamato "Oz Records".
In quegli anni, l'heavy metal non era ancora molto diffuso negli Stati Uniti e Brian è considerato a pieno titolo uno dei primi importatori di questo genere nella sua nazione. Infatti creò una delle prime fanzine heavy metal americane, The New Heavy Metal Revue, e nel 1981 fondò una propria etichetta, la Metal Blade Records, una delle più rinomate del genere.
Inizialmente, per poter fare propaganda alla sua casa discografica, Slagel pubblicava varie compilation chiamate "Metal Massacre", nelle quali venivano scoperti molti gruppi metal emergenti. Il produttore con questi lavori, ha contribuito a lanciare verso il successo tante band attualmente famose, come ad esempio Slayer, Metallica, Virgin Steele, Armored Saint, Ratt, Cirith Ungol, Warlord e tanti altri.
Slagel è famoso per aver prodotto i primi due dischi degli Slayer, Show No Mercy e Hell Awaits. Sul finire degli anni ottanta, con l'avvento del metal estremo, la sua etichetta si pone sul mercato del genere, riuscendo a mettere sotto contratto gruppi come Cannibal Corpse, Amon Amarth, Vader e Bolt Thrower.
Nel decennio successivo, il produttore si spostò anche verso il prog metal, producendo dischi per i Transatlantic (progetto di Mike Portnoy dei Dream Theater) e i Symphony X.
Il 2017 coincide con la celebrazione del 35º anniversario della Metal Blade, casa discografica fondata da Brian Slagel. Per omaggiare questo importante traguardo, il fondatore della storica casa discografica heavy metal ha pubblicato il suo primo libro intitolato “For the Sake of Heaviness: the History of Metal Blade".
Attualmente, Slagel è un produttore molto conosciuto e la sua casa discografica collabora con molte metal band.